# Радянські танки Т-34 та КВ проти німецьких військ

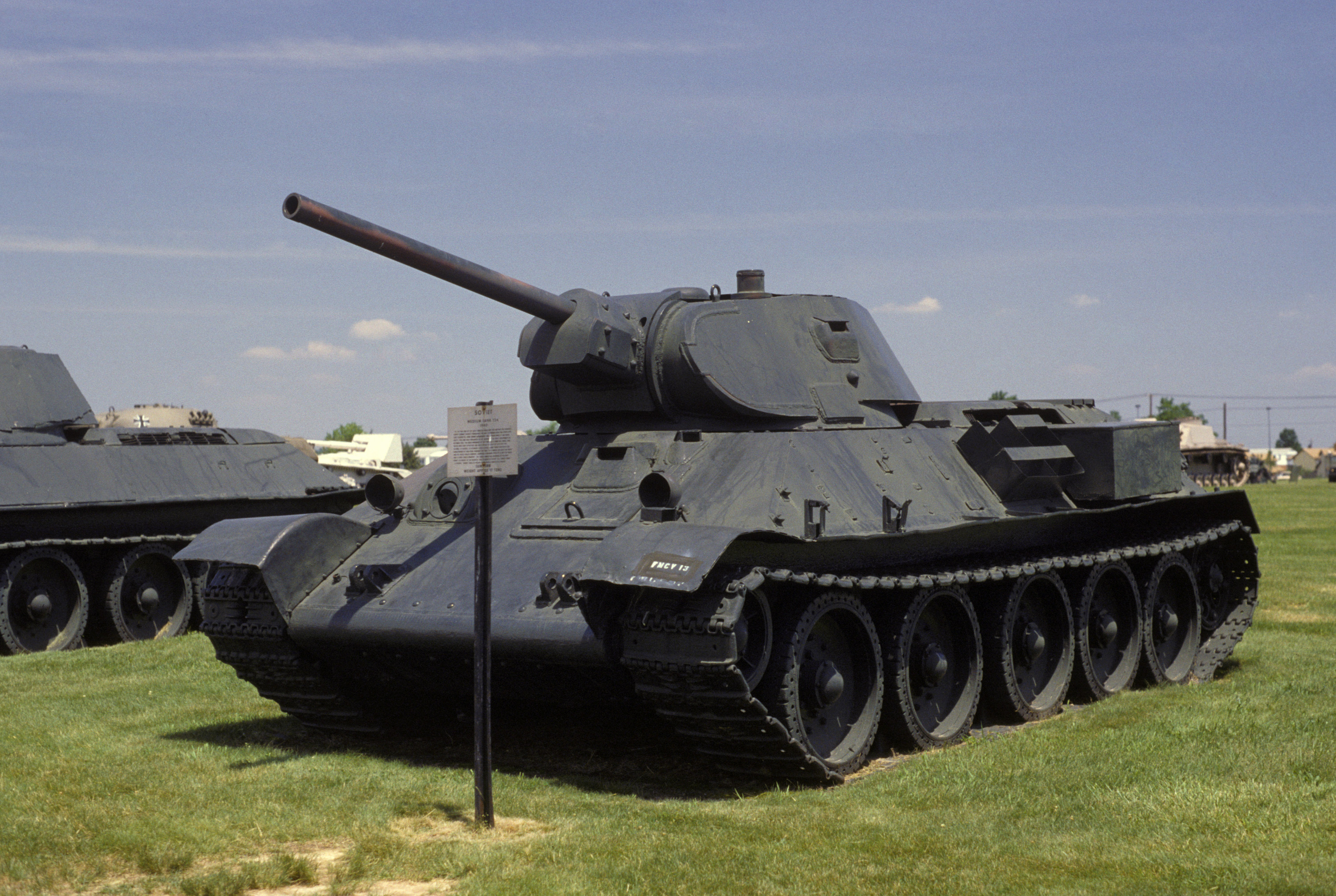
Т-34-76 (зразка 1941 р.) (26 тонн) на Абердинському полігоні, США, 1987 року

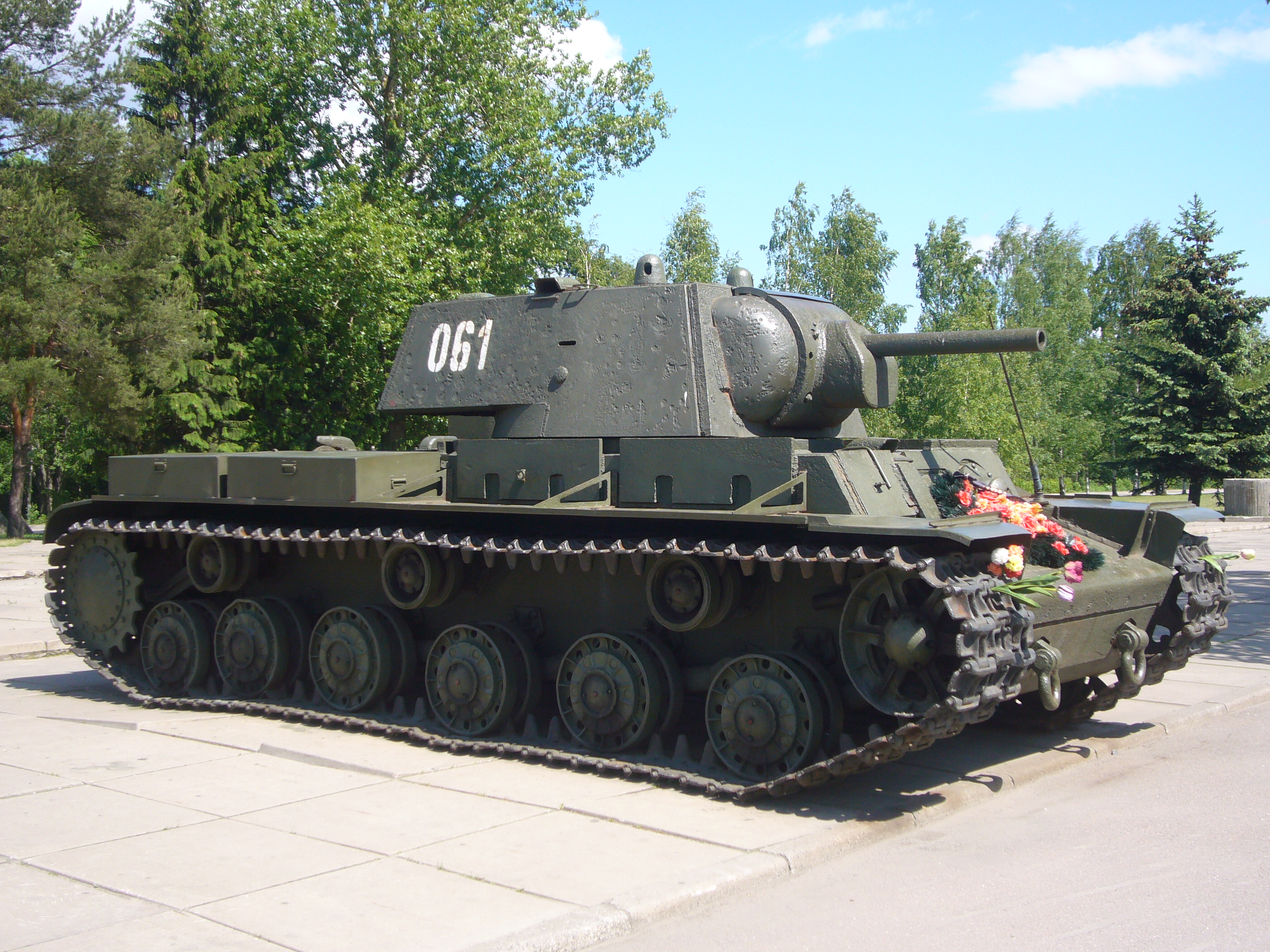
КВ-1 (45 тонн) демонструється в Кіровську

Радянські танки Т-34 та КВ, що були створені незадовго до нападу Німеччини на СРСР, у червні 1941 року, склали суттєву протидію німецьким військам, хоча й ціною значних втрат.
До вторгнення в Радянський Союз під час Другої світової війни, німецькі збройні сили не знали про два нещодавно розроблені радянські танки Т-34 та КВ-1 (Клим Ворошилов). У результаті, вони були здивовані, коли вперше зіткнулися з ними в своїх перших битвах у червні 1941 року. Стандартна протитанкова зброя німців виявилася неефективною проти цих нових радянських машин. Цей досвід сприяв помітному стрибоку в танкобудуванні в нацистській Німеччині, головним чином, у спробі протистояти цим новим загрозам.
До 22 червня 1941 року Червона Армія розгорнула майже 1000 танків Т-34 і та понад 500 танків КВ, сконцентрованих у п'яти зі своїх двадцяти дев'яти механізованих корпусів. До кінця грудня 1941 року вони втратили 2300 танків Т-34 та понад 900 танків КВ, що становить 15 % з 20 500 танків втрачених в цьому році.

## Перша зустріч
На початку операції «Барбаросса», німці не очікували значного спротиву від радянських танкових сил, які складалися зі старих Т-26 та БТ. Тому нові танки Т-34 та КВ, які раніше були невідомі, здивували німців. Обидва види танків були виявлені на другий день вторгнення — 23 червня 1941 року.

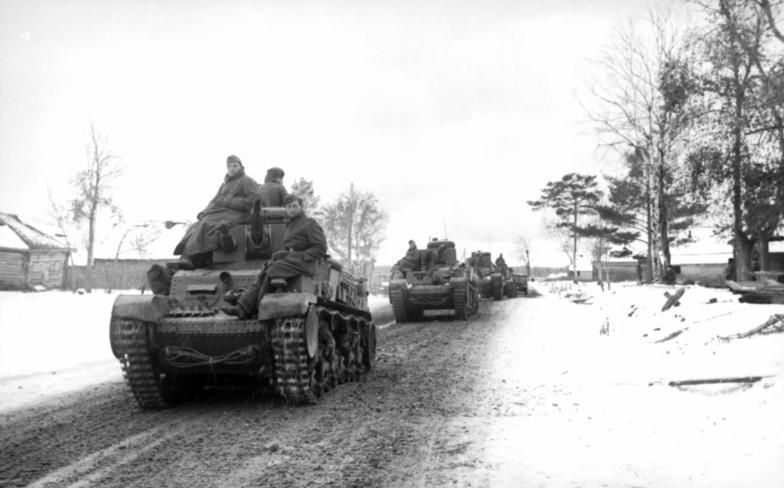
Значно менший німецький 11-ти тонний танк Панцер 35(т)

Танки КВ були того ж класу, що і більш численні Т-34, хоча вони були набагато більшими за розміром. Їх загальна продуктивність була цілком схожа. Найпоширенішою моделлю КВ була — КВ-1. Це було в Расейняйській битві, де німецькі війська вперше зустрічалися з радянським КВ. Сили радянської 2-ї танкової дивізії 3-го механізованого корпусу 23 червня 1941 року атакували і зім'яли частини 6-ї танкової німецької дивізії поблизу Скаудвіли. Легкі німецькі танки Панцер 35(т) та їхнє протитанкове озброєння були малоефективними проти радянських закритих броньованих машин. Деякі з них радянських танків, навіть бувши без боєприпасів, знищили кілька німецьких протитанкових гармат, просто проїхавши по них.
Наступного дня на перехресті поблизу Расейняй один важкий танк КВ зумів заблокувати просування частин 6-ї німецької танкової дивізії, які створювали плацдарми на річці Дубіса. Зупинивши німецький наступ на цілий день, танк був атакований безліччю протитанкових засобів. Він стояв аж поки не скінчилися боєприпаси.

## Танк проти танкових з'єднань
Історики спочатку вважали, що нові танки були розподілені серед армії невеликою кількістю, але останні дослідження показали прямо протилежне. Нові танки були зосереджені в спеціалізованих типах утворень, таких як механізовані корпуси.
Створення механізованих корпусів, що почалось за ініціативою Георгія Жукова, ще не було завершено, коли нацистська Німеччина напала на Радянський Союз у 1941 році. Спочатку все це робилося під командуванням маршала М. М. Тухачевського. Але коли механізовані корпуси були розбиті, винним визнали наркома оборони маршала Климента Ворошилова, який не скористався досвідом громадянської війни в Іспанії та зимової війни з Фінляндією. Ворошилов був замінений на маршала Семена Тимошенка у травні 1940 року. Жуков зробив зовсім інші висновки про німецьку армію, вивчаючи історію успіху танків у Франції та маючи власний досвід у боях на Халхін-Голі з Японією.
| Радянські корпуси         | Радянські дивізії    | Загальна кількість радянських танків | Т-34 і КВ |
| ------------------------- | -------------------- | ------------------------------------ | --------- |
| 6-й мехкорпус             | 4-й, 7-й, 29-й       | 1,131                                | 452       |
| 4-й механізований корпус  | 8-й, 32-й, 81-й      | 979                                  | 414       |
| 8-го мехкорпус            | 12-й, 34-й, 7-й      | 899                                  | 171       |
| 15-й механізований корпус | 10-й, 37-й, 212-й    | 749                                  | 136       |
| 3-й механізований корпус  | 2-й, 5-й, 84-й       | 672                                  | 110       |
| 7-й механізований корпус  | 14-й, 18-й, 1-й      | 959                                  | 103       |
| 16-й механізований корпус | 15-й, 39-й, 240-м    | 478                                  | 76        |
| 2-й механізований корпус  | 11-й, 16-й, 15-й     | 527                                  | 60        |
| 22-й механізований корпус | 19-го, 41-го, 215-го | 712                                  | 31        |
| 11-й мехкорпус            | 29-й, 33-й, 204-й    | 414                                  | 20        |
| 5-й механізований корпус  | 13-й, 17-й, 109-й    | 1,070                                | 17        |
| Загальна кількість        |                      | 8,590                                | 1,590     |

| Німецькі корпуси                                     | Німецькі дивізії                                     | Загальна кількість німецьких танків | Tanks with 37 mm gun (incl. Panzer 38(t) and Panzer III) | Tanks with 50 mm or larger gun (incl. Panzer III and Panzer IV) |
| ---------------------------------------------------- | ---------------------------------------------------- | ----------------------------------- | -------------------------------------------------------- | --------------------------------------------------------------- |
| XXXXI Panzer Corps                                   | 1st, 6th                                             | 390                                 | 155                                                      | 121                                                             |
| LVI Panzer Corps                                     | 8th                                                  | 212                                 | 118                                                      | 30                                                              |
| XXXIX. Armeekorps mot                                | 7th, 20th                                            | 494                                 | 288                                                      | 61                                                              |
| LVII Panzer Corps                                    | 12th, 19th                                           | 448                                 | 219                                                      | 60                                                              |
| XXXXVII Panzer Corps                                 | 17th, 18th                                           | 420                                 | 99                                                       | 187                                                             |
| XXXXVI Panzer Corps                                  | 10th                                                 | 182                                 | 0                                                        | 125                                                             |
| XXIV Panzer Corps                                    | 3rd, 4th                                             | 392                                 | 60                                                       | 207                                                             |
| III Panzer Corps                                     | 13th, 14th                                           | 296                                 | 42                                                       | 140                                                             |
| XXXXVIII Panzer Corps                                | 11th, 16th                                           | 289                                 | 47                                                       | 135                                                             |
| XIV Panzer Corps                                     | 9th                                                  | 143                                 | 11                                                       | 80                                                              |
| Any other unit of Army Group North, Centre, or South | Any other unit of Army Group North, Centre, or South | 0                                   | 0                                                        | 0                                                               |
| Разом                                                |                                                      | 3,266                               | 1,039                                                    | 1,146                                                           |

Серед механізованих корпусів (МК) чотири були добре обладнані. У день німецького вторгнення, близько 70 % танків Т-34 і КВ, були розгорнуті у 4-му, 6-му, 8-му та 15-му МК. 6-й МК діяв в м. Білосток та околицях. А решта — на території України. Всі їх сутички з німецькими танками сталися під час або незадовго до битви під Бродами:
- 15-й МК знищив 43 німецьких танки, але втратив 13 танків КВ, 6 Т-34 і 32 БТ з 22 по 26 червня 1941 року;[16]
- 8-й МК втратив до 95 % своїх танків в запеклих боях у районі Дубно з 26 червня по 1 липня 1941 року.[nb 3][17]

Танкові битви були рідкістю на початку операції «Барбаросса», бо німці уникали їх. Вони вважали за краще обходити радянську бронетехніку, коли це було можливим. Два механізовані корпуси (4-й та 6-й) втратили майже всі свої Т-34 і КВ під час руху, а не від нападу Німеччини. Обидва корпуси намагалися організувати контратаки проти німецької піхоти (а не проти танків), але контратаки не мали суттєвого впливу. Те ж саме стосується і 15-го MC після 26 червня.
У перші два тижні вторгнення, Радянський Союз втратив більшість своїх танків Т-34 і КВ, а також втратив більшу частину старих танків:
- До 12 липня 1941 року 4-й МК мав лише 45 нових танків із отриманих 414.
- На 27 червня 6-й МК припинив своє існування, позбувшись всіх 450 нових танків.
- До 7 липня, 8-й МК мав 43 танків (старих і нових) із загальної кількості 899.
- До 7 липня, у 15-му МК було 66 танків (старих і нових) із загальної кількості 749.

З одного боку, ці корпуси протягом першого тижня, втратили більшу частину своїх танків Т-34 та КВ, але з іншого боку, німецькі звіти не відзначають такої масованої ліквідації в бою.[джерело?] Кількість небойових втрат була безпрецедентною.

## Німецькі протитанкові можливості

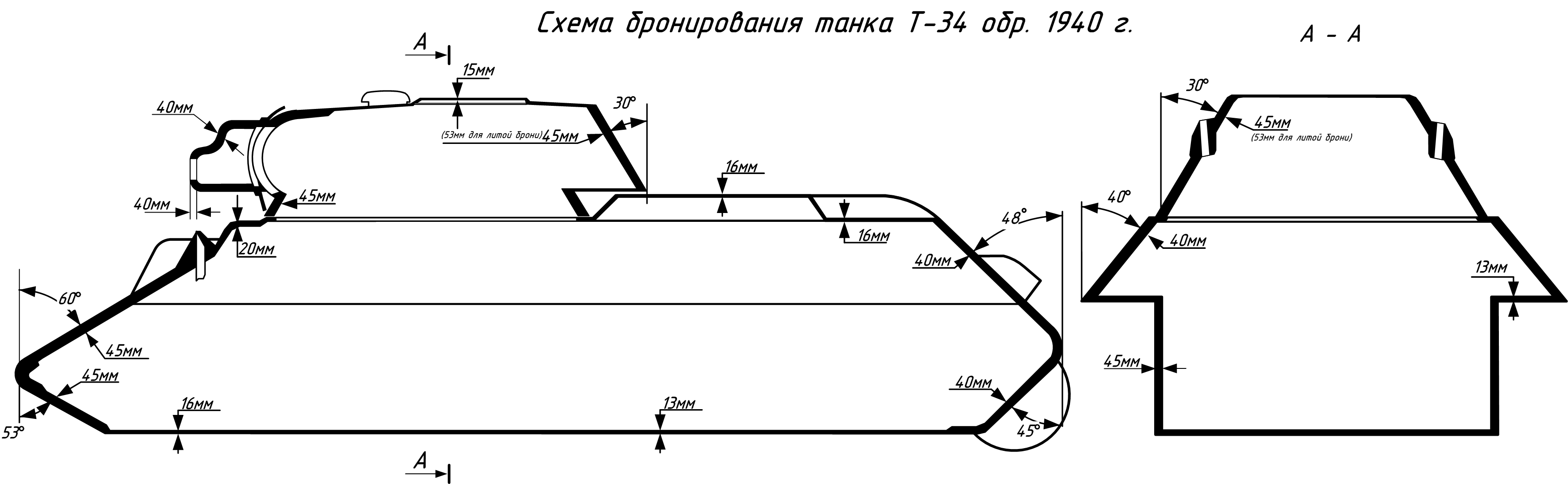
Похилу броніюТ-34 зразка 1940 року

У перші тижні вторгнення основною німецькою протитанковою і танковою зброєю були 37 мм протитанкова гармата Pak 36, 50 мм - KwK 38 і 50 мм - KwK 39, а також короткоствольна гаубиця 75 мм KwK 37. Нова 50 мм протитанкова гармата Pak 38 тільки починала надходити в невеликій кількості, максимум по дві такі зброї у піхотному полку.
Німецькі танкові гармати виявилися досить ефективними завдяки більшій дальності порівняно з танковою гарматою Ф-34, що використовувалася танками Т-34 та КВ-1, хоча в цілому Т-34 перевершували існуючі німецькі танки Panzer III та короткоствольний середній танк Panzer IV.
Спроби знищити Т-34 і КВ були спрямовані на їх іммобілізацію. Німецькі військові стріляли в їх треки, а потім починали їх розстрілювати з польової артилерії зенітними гарматами. Також їх пробували підірвати з близької відстані кумулятивним зарядом гранати.
| 2 Квк 30 см | 3.7 см kwk 36 | 5 см kwk 38 | 5 см kwk 39 | 7.5 см kwk 37 | 8.8 см Флак 18 | 10,5 см | Невідомо |
| ----------- | ------------- | ----------- | ----------- | ------------- | -------------- | ------- | -------- |
| 4.7         | 10            | 7.5         | 54.3        | 10.1          | 3.4            | 2.9     | 7.1      |

## Вплив на світове танкобудування
4 жовтня 1941 року 4-а танкова дивізія, частини 2-ї танкової групи генерала Гейнца Гудеріана зазнала серйозної поразки у Мценському районі Орловської області. Тому Г.Гудеріан вимагав провести розслідування реалій танкової війни на Східному фронті, припускаючи, що найшвидшим рішенням було створення прямої копії Т-34 .
Спеціальна Панцеркоммісія прибула на Східний фронт 20 листопада 1941 року для оцінки танка Т-34. Збройний департамент заявив, що Німеччині буде складно скопіювати Т-34, як запропонував Гудеріан, через необхідну кількість сталевого сплаву та дизельних двигунів. Відтак, був запропонований новий німецький середній танк, який включав три особливості T-34: довгу нависаючу рушницю, рухливість по бездоріжжю і похила лобова броня, щоб забезпечити більший захист при тонкій броні.
Концернам Даймлер-Бенц (нім. Daimler-Benz і MAN було запропоновано розробити 30-тонний танк VK30.02 з новою баштою Rheinmetall. А.Гітлер віддав перевагу концерну Даймлер-Бенца, але Збройний департамент віддав перевагу MAN, який розробив прототип більше схожий на попередні німецькі танки. Спочатку в 1938 році нові 20-тонні танки VK20 були запропоновані як наступний німецький танк, але цього в таких умовах було явно недостатньо. У травні 1942 року договір був укладений з МАН для виробництва попередніх виробничих прототипів, хоча танк «Пантера» залишався не введеним в експлуатацію до 1943 року, а модель D Пантера зі збільшеною товщиною броні тепер важив 44,8 тонн. Їх бойове розгортання в червні 1943 року під час операції «Цитадель» завершилося ганебною поразкою. Великий Тигр I був також використаний до цього часу.